# Elezioni legislative in Svezia del 1988
Le elezioni legislative in Svezia del 1988 si tennero il 15 settembre per il rinnovo del Riksdag. In seguito all'esito elettorale, Ingvar Carlsson, espressione del Partito Socialdemocratico, fu confermato Ministro di Stato.

## Risultati
| Liste                                              | Voti      | %     | Seggi |
| -------------------------------------------------- | --------- | ----- | ----- |
| Partito Socialdemocratico dei Lavoratori di Svezia | 2 321 826 | 43,21 | 156   |
| Partito Moderato                                   | 983 226   | 18,30 | 66    |
| Partito Popolare                                   | 655 720   | 12,20 | 44    |
| Partito di Centro                                  | 607 240   | 11,30 | 42    |
| Partito della Sinistra                             | 314 031   | 5,84  | 21    |
| Partito Ambientalista i Verdi                      | 296 935   | 5,53  | 20    |
| Partito Sociale Democratico Cristiano              | 158 182   | 2,94  | –     |
| Altri                                              | 36 559    | 0,68  | –     |
| Totale                                             | 5 373 719 | 100   | 349   |